# 홈 시어터

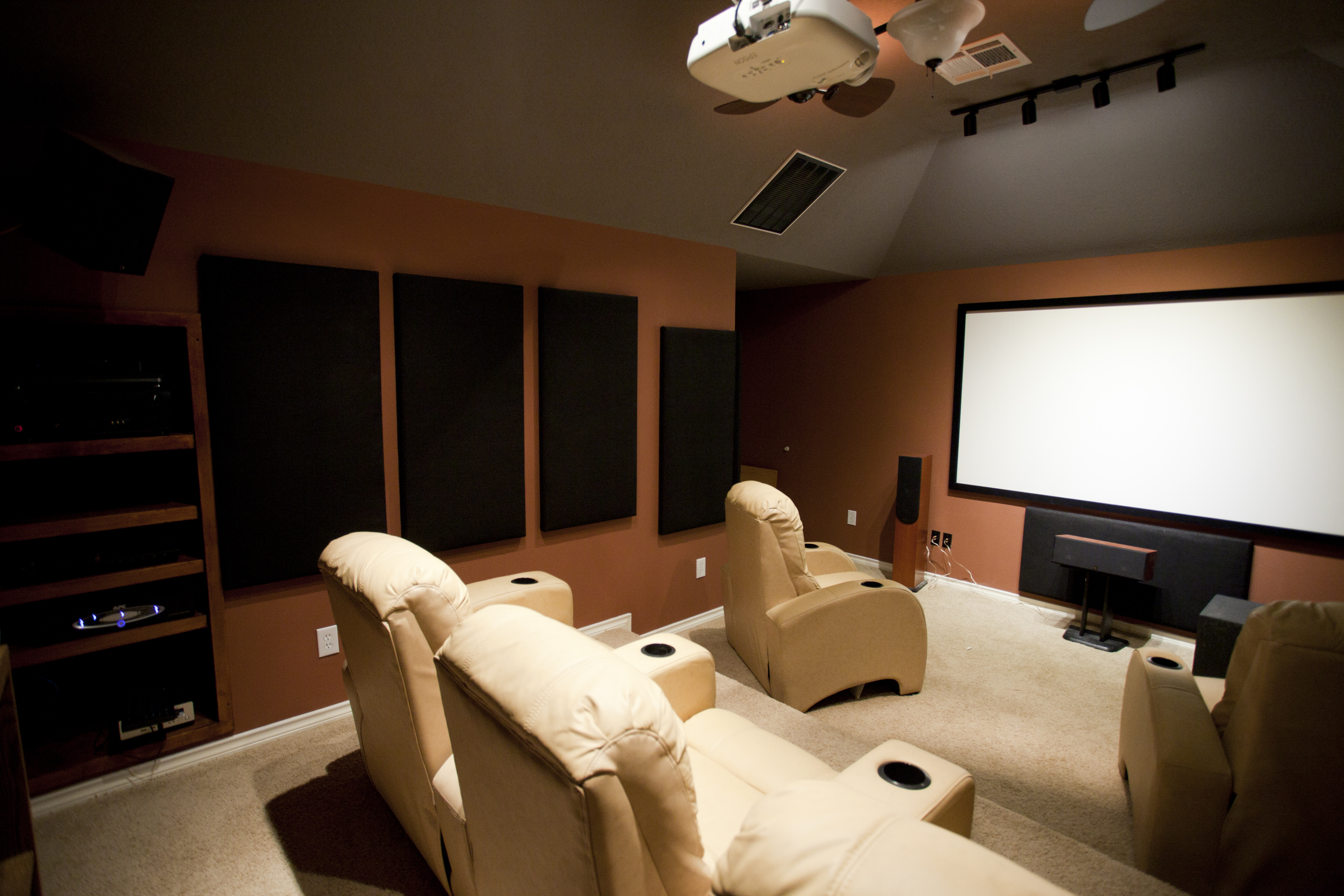
홈 시어터 구조

홈 시어터(미국 영어:home theater) 또는 홈 시네마(영국 영어:home cinema)는 가정에서 영화관처럼 즐기기 위해 설치하는 홈 엔터테인먼트 AV 시스템이다.
기술적으로 홈 시네마는 텔레비전, DVD, 스피커의 단순한 정렬을 기본으로 할 수 있다. 그러므로 "홈 시네마"와 "텔레비전과 스테레오"를 정확하게 구분하는 것은 쉽지 않다. 소비자 전자 산업에 속하는 대부분의 사람들은 홈 시어터가 서라운드 사운드와 상대적으로 고화질의 영상 출력을 통합하고 있다는 것에 동의하고 있다.

## 구조
오늘날 홈 시네마는 평균적인 텔레비전이 제공하는 그 이상의 고품질의 구성요소를 가진 실질적인 시네마 체험을 암시한다. 일반적인 홈 시네마는 다음의 사항을 지니고 있다.
1. 입력 장치: 하나 이상의 소리/영상 소스. HDTV, 블루레이와 같은 고품질 포맷이 선호된다. 일부 홈 시어터는 홈 시어터 PC를 가지고 있으며, 영상과 음악 콘텐츠를 위한 도서관의 역할을 한다.
2. 처리 장치: 입력 장치는 독립형 AV 리시버나 프리앰프 중 하나와 복잡한 서라운드 사운드 포맷을 위한 사운드 프로세서에 의해 처리된다. 출력으로 전달되기 전에 사용자는 입력을 선택할 수 있다.
3. 소리 출력: 시스템은 적어도 2 개 이상의 스피커를 구성하지만 최대 10개의 보고 서브우퍼를 사용할 수 있다.
4. 분위기: 편안한 좌석과 정돈된 상태가 영화관의 느낌을 개선해 준다. 고성능 홈 시어터는 일반적으로 방음 시설을 가지고 있어서 방의 소음을 차단하며 소리의 균형을 맞춘다.

## 역사
1950년대에 코닥 8밀리 필름과 카메라, 프로젝터 장비의 가격이 알맞게 되면서 홈 무비(home movie)가 미국 등에서 대중화되었다.

## 같이 보기
- Hi-fi